# Otieno-Fall
Der Otieno-Fall war ein Rechtsstreit zwischen einer Witwe und den Brüdern des verstorbenen Silvano Melea Otieno, der das Land Kenia in den Jahren 1986 und 1987 monatelang in Atem gehalten hat.
Der bekannte Rechtsanwalt Silvano Melea Otieno, kurz S.M. Otieno, wohnhaft in Nairobi, Kenia, vom Volk der Luo stammend und in dessen Gebiet bei Kisumu auch geboren, war verstorben. Seine Witwe Wanjiru (vom Volk der Kikuyu) und seine Brüder in Kisumu stritten bis vor das höchste Gericht darum, wer über den Beisetzungsort zu entscheiden habe. Wanjiru, die wie ihr Mann gut gebildet war, behauptete, dass ihr Mann am Rande von Nairobi auf seiner Farm in Ngong beerdigt werden wollte. Das Gericht, geführt von S.E.O Bosire und einem weißen Kenianer, gab den Luo-Brüdern mit der formalen Begründung Recht, dass die Verfassung gebiete, dass überall dort, wo kein geschriebenes Recht fixiert sei, das traditionelle Recht zu gelten habe. Und das Luo-Recht schreibe vor, dass ein toter Mann von seiner Familie in seiner „Heimstatt“ (home) und nicht von der Ehefrau in irgendeinem „Haus“ (house) zu beerdigen sei. 
Der Streit hat damals die Konflikte in Afrika zwischen einerseits (alten) Traditionen und andererseits modernen Rechtsvorstellungen sowie der Frauenemanzipation einprägsam demonstriert. S.M. Otieno wurde dann nach altem Luo-Stammesritus von seiner Familie begraben. 
Teile der weiblichen Bevölkerung in Kenia verspürten die Niederlage von Wanjiru auch als Rückschlag speziell für die Frauenemanzipation, da angeblich letztendlich den Männern Recht gegeben worden sei und dies auch ein Merkmal der sowohl alten als auch neuen patriarchalischen Denkweisen wäre.